# 2020年東京都知事選挙
2020年東京都知事選挙（2020ねんとうきょうとちじせんきょ）は、2020年（令和2年）7月5日に行われた東京都知事選挙である。

## 概要
現職都知事の任期満了に伴う選挙は2011年以来9年ぶり（4回ぶり）となった。令和時代に入ってから初の都知事選挙である。
都知事選挙における立候補者の人数としては、歴代2番目の多さとなる22人が立候補。現職の小池百合子が次点以下に大差をつけ再選された。

## 選挙データ

### 告示日
- 2020年（令和2年）6月18日

### 投票日
- 2020年（令和2年）7月5日

現職の任期満了日（7月30日）が2020年東京オリンピック（開会式：7月24日）の開幕後であり、東京都内での聖火リレーが7月10日から始まる予定であったことから、東京都選挙管理委員会は公職選挙法が規定する範囲内（任期満了前の30日以内）でもっとも早い日曜日である7月5日を投開票日とした。

### 同日に執行された東京都議会議員補欠選挙
- 東京都議会議員補欠選挙（6月26日 告示）
  - 大田区選挙区[注 4]
  - 北区選挙区[注 5]
  - 日野市選挙区[注 6]
  - 北多摩第三選挙区（調布市・狛江市）[注 7]

### イメージキャラクター・キャッチコピー
選挙への啓発を目的としたイメージキャラクターとして、女優の広瀬アリスを起用。東京都知事選としては、2012年以来3回ぶりのタレントの起用となった。キャッチコピーは「さすがワタシ。見てるよ、東京。」。

## 主な争点
- 新型コロナウイルス感染症への感染防止策と経済対策[7][8]
- 開催の1年延期が決定した2020年東京オリンピック・パラリンピックへの対応方針[7][8]
- 4年間の小池都政への評価[7]
- カジノを含む統合型リゾート（IR）の誘致[8]

## 選挙活動

### 立候補者
22名、立候補届け出順。前回の都知事選挙の21人を上回り、過去最多となった。
| 候補者名                              | 年齢 | 党派                              | 党派                                                                                              | 肩書                                        |
| 候補者名                              | 年齢 | 公認                              | 推薦・支持ほか                                                                                    | 肩書                                        |
| ------------------------------------- | ---- | --------------------------------- | ------------------------------------------------------------------------------------------------- | ------------------------------------------- |
| 山本太郎 （やまもと・たろう）         | 45   | れいわ新選組                      | 旧国民民主党の一部支援                                                                            | 党代表 前参議院議員                         |
| 小池百合子 （こいけ・ゆりこ）         | 67   | 無所属                            | 連合東京支持、公明党、都民ファーストの会、 自由民主党の一部支援                                   | 東京都知事（現職）                          |
| 七海ひろこ （ななみ・ひろこ）         | 35   | 幸福実現党                        |                                                                                                   | 党広報本部長兼財務局長                      |
| 宇都宮健児 （うつのみや・けんじ）     | 73   | 無所属                            | 旧立憲民主党、日本共産党、社会民主党、新社会党、 緑の党グリーンズジャパン、旧国民民主党の一部支援 | 弁護士 元日本弁護士連合会会長               |
| 桜井誠 （さくらい・まこと）           | 48   | 日本第一党                        |                                                                                                   | 党首 行動する保守運動代表                   |
| 込山洋 （こみやま・ひろし）           | 46   | 無所属                            | スマイル党推薦                                                                                    | 元介護職員                                  |
| 小野泰輔 （おの・たいすけ）           | 46   | 無所属                            | 日本維新の会、あたらしい党推薦、国民民主党の一部支援                                              | 元熊本県副知事                              |
| 竹本秀之 （たけもと・ひでゆき）       | 64   | 無所属                            |                                                                                                   | 先物トレーダー 元朝日新聞社社員             |
| 西本誠 （にしもと・まこと）           | 33   | スーパークレイジー君              |                                                                                                   | 党代表 歌手                                 |
| 関口安弘 （せきぐち・やすひろ）       | 68   | 無所属                            |                                                                                                   | 建物管理会社社長                            |
| 押越清悦 （おしこし・せいいち）       | 61   | 無所属                            |                                                                                                   | Targeted Individuals Japan代表              |
| 服部修 （はっとり・おさむ）           | 46   | ホリエモン新党                    | NHKから国民を守る党推薦                                                                           | ミュージシャン                              |
| 立花孝志 （たちばな・たかし）         | 52   | ホリエモン新党                    | NHKから国民を守る党推薦                                                                           | 党代表 NHKから国民を守る党党首 前参議院議員 |
| 齊藤健一郎 （さいとう・けんいちろう） | 39   | ホリエモン新党                    | NHKから国民を守る党推薦                                                                           | 実業家秘書                                  |
| 後藤輝樹 （ごとう・てるき）           | 37   | トランスヒューマニスト党 （略称） |                                                                                                   | 党代表 政治活動家                           |
| 澤紫臣 （さわ・しおん）               | 44   | 無所属                            |                                                                                                   | 作家                                        |
| 市川浩司 （いちかわ・ひろし）         | 58   | 庶民と動物の会                    |                                                                                                   | 党代表 ディスコイベントプロデューサー       |
| 石井均 （いしい・ひとし）             | 55   | 無所属                            |                                                                                                   | フリージャーナリスト                        |
| 長澤育弘 （ながさわ・やすひろ）       | 34   | 無所属                            |                                                                                                   | 薬剤師                                      |
| 牛尾和恵 （うしお・かづえ）           | 33   | 無所属                            |                                                                                                   | 元製造会社社員                              |
| 平塚正幸 （ひらつか・まさゆき）       | 38   | 国民主権党                        |                                                                                                   | 党首 政治評論家                             |
| 内藤久遠 （ないとう・ひさお）         | 63   | 無所属                            |                                                                                                   | 元陸上自衛官                                |

#### 記者会見による立候補表明の日時
- 2020年
  - 4月1日 - 込山洋[38]
  - 4月7日 - 立花孝志[39]
  - 5月7日 - 七海ひろこ[40]
  - 5月27日 - 宇都宮健児[41]
  - 6月2日 - 小野泰輔[42]
  - 6月4日 - 桜井誠[43]
  - 6月8日 - 竹本秀之[44]
  - 6月12日午後5時 - 平塚正幸[45]
  - 6月12日午後6時 - 小池百合子[46]
  - 6月15日 - 山本太郎[47]
  - 6月16日 - 西本誠[48]
  - 6月17日午前11時 - 市川浩司[49]
  - 6月17日午後1時 - 齊藤健一郎[50]

※関口安弘、押越清悦、服部修、後藤輝樹、澤紫臣、石井均、長澤育弘、牛尾和恵、内藤久遠（立候補届け出順）は、記者会見で立候補を表明したのか不明。石井は、2020年6月4日、都庁で報道陣の取材に応じ、立候補する意向を明らかにした。 長澤は、2020年6月5日、都庁で報道陣に対して、立候補する意向を表明した。押越は、2020年6月17日、NHKによる記事での、2020年東京都知事選挙の立候補表明者一覧に、名前が掲載された。内藤は、2020年6月17日、都庁で報道陣に対し、立候補すると明らかにした。

#### 立候補を取りやめた人物
- 黒川敦彦（くろかわ・あつひこ） - 政治団体「オリーブの木」代表
  - 2019年12月18日、記者会見で立候補を表明[54]。2020年5月12日、立候補を取りやめ[55]。
- 古田真（ふるた・まこと） - コンサルティング会社代表[22]
  - 2020年6月5日午後6時10分より放送、NHK総合テレビ『首都圏ネットワーク』より、2020年東京都知事選挙の立候補表明者一覧に、古田真の名前あり。2020年6月11日、ニッポン放送による記事での、2020年東京都知事選挙の立候補表明者一覧にも、古田真の名前あり[56]。2020年6月17日までに、立候補を取りやめ[57]。
- 山口節生（やまぐち・せつお） - 不動産業
  - 2019年11月18日、記者会見で立候補を表明[58]。選挙告示日の2020年6月18日、立候補を届け出なかった。
- 久田真理子[59]（ひさた・まりこ） - フェンシング選手[60]
  - 2020年6月11日、記者会見で立候補を表明。選挙告示日の6月18日、立候補を届け出なかった。その後、6月26日告示の東京都議会議員補欠選挙（大田区選挙区）に無所属で立候補した（落選）。
- 岩橋健一（いわはし・けんいち[61]） - 会社員[22]
  - 2020年6月15日、NHKによる記事での、2020年東京都知事選挙の立候補表明者一覧に、岩橋健一の名前あり[62]。選挙告示日の6月18日、立候補を届け出なかった。
- 高橋尚吾（たかはし・しょうご） - 元派遣社員[63]
  - 2016年都知事選立候補者。公示日である6月18日の未明に「2020年都知事選の公約」を発表し[64]、その後に供託金300万円の支援を集め、それを納めるため法務局まで出向くなど立候補を検討するも、今後の資金難と主要候補への偏向報道に対する懸念を理由に断念した[65]。

この他、七海ひろこが6月25日 「（自らを含まない）主要5候補という形で偏向報道がされている」と説明し、選挙戦からの「撤退」を表明。以降選挙運動を行わないとした。牛尾和恵も、7月4日までに選挙戦を撤退。公職選挙法第86条の4第10項および同法第270条は、立候補の辞退ができるのは告示日の午後5時までであると規定していることから、法律上は七海、牛尾とも立候補者たる地位は存続していたため、両候補者に投じられた票も有効投票数に算入された。

#### 立候補が取り沙汰された人物
※報道順
- 丸川珠代 - 自民党参議院議員、元東京オリンピック・パラリンピック担当大臣
  - 自民党都連内で擁立を模索するも2020年1月までに固辞した[68]。
- 川松真一朗 - 東京都議会議員
- 鈴木大地 - スポーツ庁長官
  - 2020年1月に自民党都連が擁立を模索していることが報じられた[69]。
- 松岡修造 - スポーツキャスター、元男子プロテニス選手
  - 自民党都連が丸川らと並行して出馬を打診していた[70]。
- 前川喜平 - 元文部科学事務次官
  - 2020年2月頃から、野党間で擁立が取り沙汰され[71]、3月には立憲民主党が出馬を打診したものの、固辞した[72]。
- 蓮舫 - 参議院議員、立憲民主党参議院幹事長
  - 立憲民主党都連内で出馬待望論があったが、緊急事態宣言以降は出馬論が下火となり[71][73]、蓮舫自身も打診を固辞した[74]。その後、2024年東京都知事選挙に立候補を表明した。
- 前澤友作 - 実業家
  - Twitterのフォロワーから出馬を要請されたが、2020年5月21日に「そもそも千葉県民なので」と固辞した[75]。
- 堀江貴文 - 実業家
  - 2020年5月22日に立花孝志が「（堀江が）出ることを決めたと確信した」と述べたものの[76]、同月26日には堀江が否定、出馬に対する合意もないと明らかにした[77]。翌6月5日には、立花は定例会見にて堀江に対し「たぶん出ないんじゃないかな」「具体的な話は出ていない」と語っている[78]。堀江は2020年5月30日発売の著書「東京改造計画」にて都政に対する37項目の提言を記している[79]。結局堀江自身は出馬せず、代わりに秘書の斉藤健一郎が出馬することとなった[80]。

### 党派の動き
自由民主党では、2019年3月、二階俊博幹事長が現職の小池百合子都知事に対して、「都知事選に出馬することになれば、全面的に協力する」と述べ、支持する考えを表明。2017年東京都議会議員選挙で小池率いる都民ファーストの会に惨敗した禍根の残る自民党東京都連は二階の発言に猛反発した。2019年6月に都連は候補者選考委員会を立ち上げ対立候補の擁立を模索したが、丸川珠代や松岡修造らに立候補を打診するも実現せず、さらに2020年3月には新型コロナウイルスの感染拡大により都連内でも主戦論が下火となった。その後、党本部は5月15日に正式に独自候補の擁立断念を決定。また、自民党と連立を組む公明党は、2020年1月に山口那津男代表が街頭演説で小池の再選支持を示唆した。
自民党本部は小池からの要請があれば推薦する方向で調整していたものの、小池が6月12日に出馬表明した際に政党の推薦を求めない考えを示したため、同日に自主投票とすることを決定した。二階は「全力で小池氏を応援する」と述べ、小池を支援する意向を改めて示した。また、自民党都連も同日、「候補者はいたが、勝てる候補者はいなかった」などとして独自候補の擁立を正式に断念した。公明党も小池の意向を踏まえ推薦や支持を見送ったものの、16日には山口が実質的に支援する方針を示した。都民ファーストの会も小池に対し党として推薦や支持を出さなかったが、代表の荒木千陽が小池陣営の選対本部長に就いた。
一方、立憲民主党、国民民主党、日本共産党、社会民主党の野党4党は2019年11月に野党統一候補の擁立を目指す方針で一致。2017年の第48回衆議院議員総選挙で小池が希望の党を設立したことをきっかけに分裂した立憲・国民両党には一致して小池と戦うことで分裂のしこりを解消したい思惑もあったが、新型コロナウイルスの感染拡大以降は統一候補として推す声のあった山本太郎が立候補に消極的な姿勢を示すなど候補者の擁立が難航。2020年5月20日には小池がコロナウイルス対応にあたっていることや、小池と関係が良好な連合の意向もあり、玉木雄一郎国民民主党代表が対抗馬擁立に慎重な考えを示した。5月27日には2012・2014年都知事選で共産・社民の支援を受け立候補経験のある元日本弁護士連合会会長の宇都宮健児が立候補する意向を表明。6月3日に行われた集会で立憲・共産・社民の3党は宇都宮を支援すると表明したが、同集会に参加していた国民民主党内では宇都宮に対して革新色が強いことや高齢であることを理由に支援に消極的な意見もあり、同日、宇都宮を支援しない方針を決めた。国民は6月9日に開催された総務会で、特定の候補への支援を見送り「自主投票」とする方針を正式決定。これにより、今回の都知事選での立憲・国民・社民・共産によるいわゆる「野党統一候補」は実現しないことが確定。これに対し、上記の各野党と協力関係を持つ新社会党は6月3日の集会で宇都宮支援を表明して機関紙『新社会』で告知し、同集会に参加していた緑の党グリーンズジャパンは6月9日に宇都宮支援を同党のサイトで告知して、国政野党3党と都内の特別区議会に所属議員を持つ政治団体（野党）2党による共闘となった。
また、当初野党統一候補の筆頭に挙げられた山本太郎は、6月15日に会見し、自身が代表を務める政党・れいわ新選組の公認候補として出馬することを表明。その際山本は、前述の宇都宮健児と2回会談し立候補について調整したことや、消費税を5％へ減税することを次期衆議院議員総選挙での野党の共通政策にすることを求めたが、受け入れられず野党統一候補としての立候補が破談になったことなどを明かしている。立憲民主党では当初、枝野幸男代表が「国政政党の選挙ではない」と述べるなど消極姿勢を示していたが、山本の出馬表明により野党間の主導権争いに直結する状況となり、告示前日の6月17日には「国政選挙なみに総力を」を述べ方針を転換させた。また、同日には山本を支持する意向を示していた須藤元気が都知事選を巡る意見の相違を理由に立憲民主党に離党届を提出した。自主投票となった国民民主党では原口一博国対委員長や、かつて山本と政党を共にした小沢一郎が宇都宮を支援する意向を示した一方、馬淵澄夫は山本への支援を、前原誠司は小野泰輔（後述）への支援を呼び掛けた。前回自主投票としていた連合東京は6月17日、小池を支持する方針を決め、立憲・国民両党と対応が分かれた。
2012年と2014年の都知事選では宇都宮を支援し、2017年の都議会議員選挙では小池の都民ファーストの会と政策協定を結んでいた東京・生活者ネットワークは6月10日付けの選挙方針で今回の都知事選で支援する候補者名を特定せず、都知事選と同日投開票となる都議補選での公認候補当選を重視する姿勢を示した。
日本維新の会は、2月時点では柳ヶ瀬裕文東京都総支部代表が政策次第では小池を支援する可能性に言及していた。だが、6月4日、馬場伸幸幹事長ら関係者が2日に立候補を表明した熊本県副知事の小野泰輔と会談を行い、支援を検討していることを明らかにした。6月9日、小野は東京維新の会との会見で、日本維新の会が8日の常任役員会で小野の推薦を決定したと発表した。同日には維新の遠藤敬国対委員長が国民民主党の小沢一郎衆議院議員と会談し、遠藤は小野への支援を打診したが、小沢は「小野氏は結構得票するかもしれない」と述べるにとどめた（同日に国民民主党は自主投票を正式決定）。維新は小池と対立する自民党都連との協力を模索し、告示後の6月22日には柳ヶ瀬と小野が都議会自民党控室を訪れるなどしたが、支援は実現しなかった。
前回も立候補したNHKから国民を守る党党首の立花孝志は、新たに政治団体『ホリエモン新党』を設立し、2020年6月17日、立花がホリエモン新党公認、N国党推薦で立候補することを表明した。また、ホリエモン新党は、党員でミュージシャンの服部修と、党員で実業家秘書の齊藤健一郎も、党公認・N国党推薦で擁立した。
このほか、長らく都知事選への立候補を続けてきた、マック赤坂（2019年港区議会議員に当選）が総裁を務める政治団体『スマイル党』からは、マックの元秘書である込山洋が、推薦候補として立候補した。東京都奥多摩町他38市町村に地方議員がいる政治団体の『幸福実現党』は、公認候補として広報本部長の七海ひろこを前回に引き続き擁立した。『日本第一党』は同党の代表である桜井誠を公認候補として擁立し、桜井は無所属だった前回に続いての立候補となった。
所属議員を持たない各政治団体では、『スーパークレイジー君』が党代表で歌手の西本誠を、党公認で擁立。『トランスヒューマニスト党(略称)』は、党代表で政治活動家の後藤輝樹を、党公認で擁立した。『庶民と動物の会』は、党代表でイベントプロデューサーの市川浩司を、党公認で擁立。『国民主権党』は、党首の平塚正幸を、党公認で擁立した。

## 選挙期間中の出来事

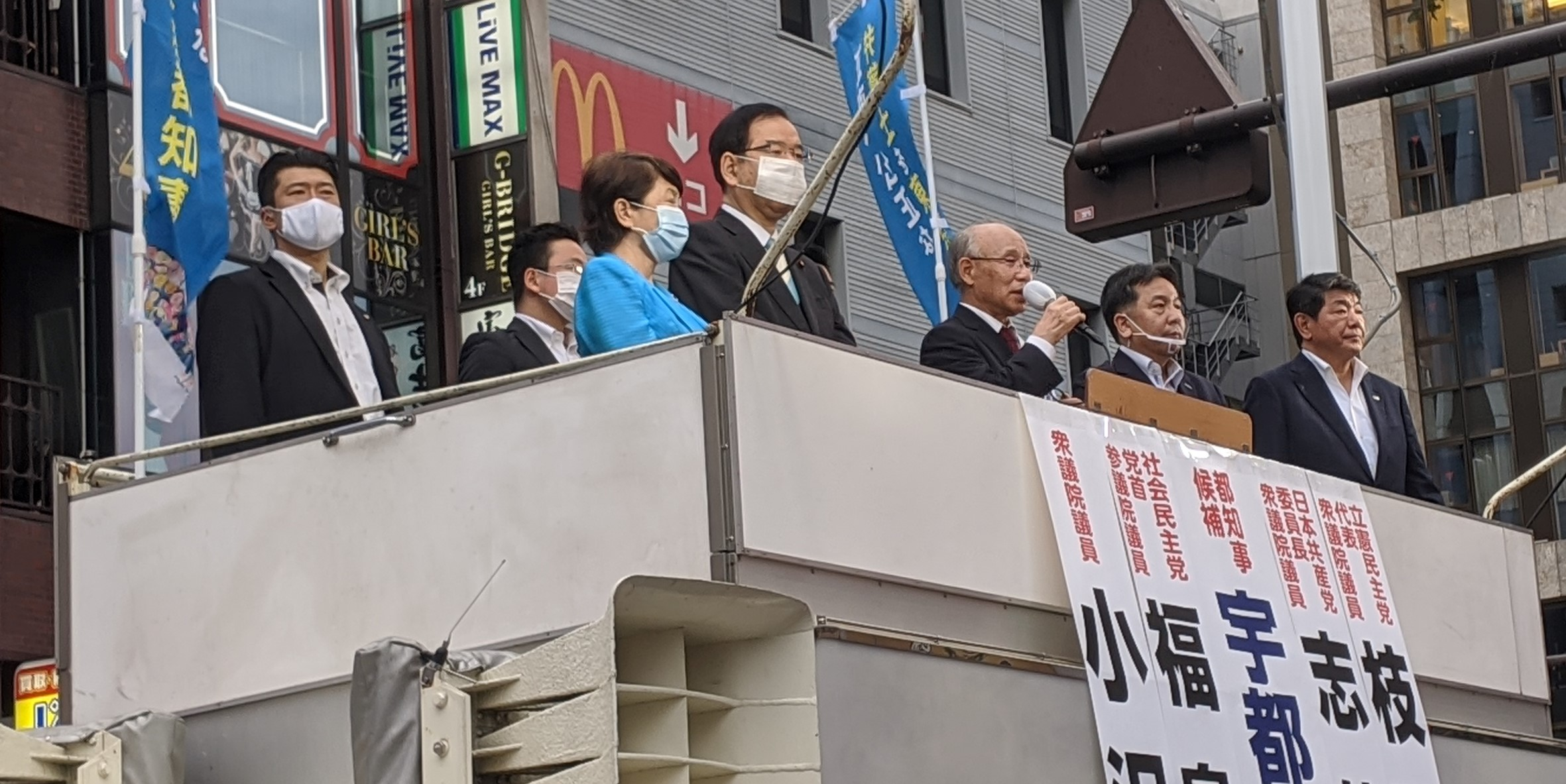
宇都宮健児（右から3番目）と野党3党党首の応援演説。野党党首はいずれもマスク・フェイスガードを着用し感染対策を行っている。

- 新型コロナウイルス感染症（COVID-19）の流行から、演説時のマスクやフェイスガードの着用、握手を避けグータッチなどに切り替え、観衆への聴衆に対して距離を置くことの呼びかけなど、各陣営それぞれ感染対策をした上で選挙運動を行った[109][110]。現職の小池百合子や桜井誠など、街頭での選挙演説を行わず、インターネット上で動画を配信する選挙活動に注力した候補者もいる[110][111]。
- Choose Life Projectが、公示後初のオンライン上での主要候補者の討論会を主催した[112][113][114]。

- 3人の候補者を擁立したホリエモン新党では、立花孝志を除く2人の候補者が選挙ポスターに自身の顔や名前を掲載せず、同選挙に立候補していない堀江貴文の写真を掲載。このため、「違反ではないのか」など苦情や問い合わせが都選挙管理委員会に300件以上寄せられた。公職選挙法では選挙妨害や利益誘導などの記載をしなければ、誰の写真や名前を載せるかは候補者の自由であり、都選管は「違法とまでは言えない」と述べた[115]。

- また後藤輝樹が作成した選挙ポスターは、アニメ作品『コードギアス 反逆のルルーシュ』の主人公ルルーシュ・ランペルージをイメージした衣装を着用した写真を用いた。これに対し同作の制作を行ったサンライズは6月24日、製作関係者とは無関係である声明を発表。同日後藤はTwitterにて謝罪を行った。KAI-YOUの取材に対して後藤は「私の好きな作品やそれらをつくった方々にご迷惑をおかけして申し訳ない」「コスプレイヤーがTwitterに上げるのと同じ自己表現と思っている」と語っている[116]。

- 6月25日、幸福実現党公認で立候補している七海ひろこが、「選挙から撤退する」と述べ、街頭演説など、選挙活動を行わない意向を表明した。理由について、「マスコミによって、なぜか同じ候補者5人[注 8]が選ばれて（報道されて）いる。マスコミの世論誘導型民主主義に一石を投じ、チャンスの平等を守っていく」などと語った[117]。また、無所属の牛尾和恵も、政見放送を申し込まなかった上に選挙公報の原稿も提出せず、同年7月4日時点で選挙戦から撤退した[67]。公職選挙法では、告示日の立候補届け出締め切り後の辞退を認めておらず、七海と牛尾は、投開票日まで、候補者として扱われた[117]。

- 6月26日にTOKYO MXで放送された後藤輝樹の政見放送が、公職選挙法第150条の2の規定をふまえて21か所の音声が削除された状態で放送された。弁護士ドットコムでは「主に消されていたのは、男性器や排泄物を意味する名称だったようだ」としている[118]。なお後藤は2016年の都知事選にも立候補しているが、この際もNHKで放送された政見放送において音声削除が行われており、今回NHKで放送された政見放送でもこの削除を取り上げて批判するも、この放送においては音声削除は免れている[119]。

- 都知事選で宇都宮健児を支援している立憲民主党では、公職選挙法で選挙運動が禁じられている投票日当日に党代表の枝野幸男が「＃宇都宮」とハッシュタグをつけ、自身の出身地である宇都宮市の餃子についてツイートした。このツイートに対し、「特定候補（宇都宮候補）を匂わせる不自然なツイート」「姑息だ」「公職選挙法違反ぎりぎりだ」など批判的なコメントがネット上で飛び交った[120][121][122]。同党の地方議員からも「＃宇都宮」のツイートが相次いでいたが、投開票日翌日の6日に記者から公選法違反の可能性を問われた枝野は、「誤解と心配をかけていることを恐縮に思っているが、他意はない」と釈明した[123][124]。

## 選挙結果
各候補の得票率
2期目を目指して立候補した現職の小池が、自民党支持層の8割、公明党支持層の9割超と無党派層の5割超を固めて圧勝した。年代別に見てもほぼ全ての年代で小池が最も多くの票を集め、4年間の小池都政が有権者から評価されたことがうかがえる。中でも男女別では女性からの支持が特に強く、女性初の都知事に就任した前回の選挙からも小池の強さが見えた。
宇都宮へ投票したのは主に立憲民主党の支持層で4割強にとどまった。立憲民主党の支持層のうち3割が小池へ、2割弱が山本に切り崩され、共産党の支持層の6割強を宇都宮支持で固めたものの、こちらも2割弱が小池、山本にそれぞれ流れ及ばなかった。山本は公認を受けたれいわ新選組支持層の9割強を固めたほか、立憲・共産支持者層の一部も切り崩したが、こちらも宇都宮と同様に幅広い世代からの支持と自公支持層の大多数を集めた小池には圧倒的な差を付けられた。
小野は自主投票となった自民党支持層からの受け皿を目指したが、実際に固められたのは自民党支持層の僅か1割程度にとどまったのが大きな敗因とみられる。推薦を受けた維新の支持層からも5割弱にとどまり、3割弱が小池へ流れた。ただ、小野は地盤の無い東京での選挙活動で約61万2,000票を獲得するなど「維新の波」が首都圏に波及する流れを作り、いわゆる都心3区では小野の得票数が立憲などが支援した宇都宮を上回る数字を出した。それでも得票率は9.99%と、供託金返還ラインに僅か738票足らず、供託金を没収された。
桜井は前回の都知事選を大きく上回る178,874票を獲得すると共に得票率も大きく伸ばし、既存政党に対する世間の反発が増えていることを世間に示した。
無党派層からの支持は、小池が5割超、宇都宮が2割弱、小野と山本が1割強であった。
同日に行われた東京都議会議員補欠選挙（4選挙区）では、いずれも自民党が勝利し、4議席を独占した。

### 候補者別得票数
※当日有権者数：11,468,938人 最終投票率：55.00%（前回比： 4.73pts）
| 候補者名   | 年齢 | 所属党派                         | 新旧別 | 得票数          | 得票率 | 推薦・支持          |
| ---------- | ---- | -------------------------------- | ------ | --------------- | ------ | ------------------- |
| 小池百合子 | 67   | 無所属                           | 現     | 3,661,371.000票 | 59.70% |                     |
| 宇都宮健児 | 73   | 無所属                           | 新     | 844,151.000票   | 13.76% |                     |
| 山本太郎   | 45   | れいわ新選組                     | 新     | 652,277.000票   | 10.72% |                     |
| 小野泰輔   | 46   | 無所属                           | 新     | 612,530.000票   | 9.99%  | 日本維新の会        |
| 桜井誠     | 48   | 日本第一党                       | 新     | 178,874.293票   | 2.92%  |                     |
| 立花孝志   | 52   | ホリエモン新党                   | 新     | 43,912.000票    | 0.72%  | NHKから国民を守る党 |
| 七海ひろこ | 35   | 幸福実現党                       | 新     | 22,003.000票    | 0.36%  |                     |
| 後藤輝樹   | 37   | （略称）トランスヒューマニスト党 | 新     | 21,997.000票    | 0.36%  |                     |
| 澤紫臣     | 44   | 無所属                           | 新     | 20,738.000票    | 0.34%  |                     |
| 西本誠     | 33   | スーパークレイジー君             | 新     | 11,887.698票    | 0.19%  |                     |
| 込山洋     | 46   | 無所属                           | 新     | 10,935.582票    | 0.18%  | スマイル党          |
| 平塚正幸   | 38   | 国民主権党                       | 新     | 8,997.000票     | 0.15%  |                     |
| 服部修     | 46   | ホリエモン新党                   | 新     | 5,453.000票     | 0.09%  | NHKから国民を守る党 |
| 齊藤健一郎 | 39   | ホリエモン新党                   | 新     | 5,114.000票     | 0.08%  | NHKから国民を守る党 |
| 市川浩司   | 58   | 庶民と動物の会                   | 新     | 4,760.414票     | 0.08%  |                     |
| 内藤久遠   | 63   | 無所属                           | 新     | 4,145.000票     | 0.07%  |                     |
| 関口安弘   | 68   | 無所属                           | 新     | 4,097.000票     | 0.07%  |                     |
| 竹本秀之   | 64   | 無所属                           | 新     | 3,997.000票     | 0.07%  |                     |
| 石井均     | 55   | 無所属                           | 新     | 3,356.000票     | 0.05%  |                     |
| 長澤育弘   | 34   | 無所属                           | 新     | 2,955.000票     | 0.05%  |                     |
| 押越清悦   | 61   | 無所属                           | 新     | 2,708.000票     | 0.04%  |                     |
| 牛尾和恵   | 33   | 無所属                           | 新     | 1,510.000票     | 0.02%  |                     |

| 市区町村   | 小池百合子 | 小池百合子 | 宇都宮健児 | 宇都宮健児 | 山本太郎 | 山本太郎 | 小野泰輔 | 小野泰輔 | 桜井誠  | 桜井誠 | 立花孝志 | 立花孝志 |
| 市区町村   | 得票       | %          | 得票       | %          | 得票     | %        | 得票     | %        | 得票    | %      | 得票     | %        |
| ---------- | ---------- | ---------- | ---------- | ---------- | -------- | -------- | -------- | -------- | ------- | ------ | -------- | -------- |
| 合計       | 3,661,371  | 59.70%     | 844,151    | 13.76%     | 657,277  | 10.72%   | 612,530  | 9.99%    | 178,784 | 2.92%  | 43,912   | 0.72%    |
| 千代田区   | 16,727     | 54.77%     | 3,950      | 12.93%     | 3,013    | 9.87%    | 4,775    | 15.64%   | 1,065   | 3.49%  | 272      | 0.89%    |
| 中央区     | 43,300     | 56.42%     | 8,559      | 11.15%     | 7,769    | 10.12%   | 12,581   | 16.39%   | 2,274   | 2.96%  | 722      | 0.94%    |
| 港区       | 51,426     | 52.70%     | 12,876     | 13.20%     | 11,227   | 11.51%   | 16,031   | 16.43%   | 2,994   | 3.07%  | 946      | 0.97%    |
| 新宿区     | 79,320     | 54.80%     | 22,187     | 15.33%     | 16,405   | 11.33%   | 17,431   | 12.04%   | 4,952   | 3.42%  | 1,267    | 0.88%    |
| 文京区     | 61,103     | 54.42%     | 18,612     | 16.58%     | 10,892   | 9.70%    | 15,209   | 13.55%   | 3,101   | 2.76%  | 835      | 0.74%    |
| 台東区     | 54,082     | 58.51%     | 11,646     | 12.60%     | 10,131   | 10.96%   | 10,262   | 11.10%   | 3,365   | 3.64%  | 795      | 0.86%    |
| 墨田区     | 76,302     | 62.01%     | 13,719     | 11.15%     | 12,823   | 10.42%   | 12,396   | 10.07%   | 4,042   | 3.28%  | 1,019    | 0.83%    |
| 江東区     | 140,185    | 60.46%     | 28,888     | 12.46%     | 22,793   | 9.83%    | 26,296   | 11.34%   | 6,613   | 2.85%  | 1,846    | 0.80%    |
| 品川区     | 108,373    | 58.78%     | 23,831     | 12.93%     | 18,220   | 9.88%    | 22,726   | 12.33%   | 5,419   | 2.94%  | 1,763    | 0.96%    |
| 目黒区     | 66,838     | 53.08%     | 19,138     | 15.20%     | 15,380   | 12.22%   | 17,753   | 14.10%   | 3,270   | 2.60%  | 989      | 0.79%    |
| 大田区     | 194,095    | 60.30%     | 40,069     | 12.45%     | 32,349   | 10.05%   | 34,201   | 10.63%   | 10,075  | 3.13%  | 2,576    | 0.80%    |
| 世田谷区   | 239,191    | 54.69%     | 68,709     | 15.71%     | 52,688   | 12.05%   | 53,463   | 12.22%   | 11,609  | 2.65%  | 2,783    | 0.64%    |
| 渋谷区     | 54,248     | 51.65%     | 16,705     | 15.91%     | 13,718   | 13.06%   | 13,950   | 13.28%   | 3,139   | 2.99%  | 929      | 0.88%    |
| 中野区     | 83,070     | 54.23%     | 25,236     | 16.47%     | 18,258   | 11.92%   | 16,294   | 10.64%   | 5,369   | 3.51%  | 1,244    | 0.81%    |
| 杉並区     | 143,992    | 52.66%     | 48,350     | 17.68%     | 33,096   | 12.10%   | 32,078   | 11.73%   | 8,090   | 2.96%  | 1,782    | 0.65%    |
| 豊島区     | 71,714     | 58.01%     | 17,518     | 14.17%     | 13,425   | 10.86%   | 12,698   | 10.27%   | 4,297   | 3.48%  | 958      | 0.77%    |
| 北区       | 97,776     | 60.30%     | 22,729     | 14.02%     | 16,547   | 10.20%   | 15,091   | 9.31%    | 4,806   | 2.96%  | 1,156    | 0.71%    |
| 荒川区     | 55,892     | 61.63%     | 11,199     | 12.35%     | 9,616    | 10.60%   | 8,488    | 9.36%    | 2,863   | 3.16%  | 675      | 0.74%    |
| 板橋区     | 148,856    | 60.42%     | 33,965     | 13.79%     | 25,981   | 10.55%   | 21,835   | 8.86%    | 7,991   | 3.24%  | 1,986    | 0.81%    |
| 練馬区     | 200,645    | 59.89%     | 46,866     | 13.99%     | 35,239   | 10.52%   | 32,228   | 9.62%    | 9,984   | 2.98%  | 2,405    | 0.72%    |
| 足立区     | 179,516    | 65.38%     | 29,943     | 10.90%     | 29,396   | 10.71%   | 19,352   | 7.05%    | 8,380   | 3.05%  | 1,955    | 0.71%    |
| 葛飾区     | 123,297    | 63.97%     | 21,586     | 11.20%     | 21,229   | 11.01%   | 15,038   | 7.80%    | 6,004   | 3.12%  | 1,372    | 0.71%    |
| 江戸川区   | 180,714    | 65.19%     | 27,198     | 9.81%      | 28,021   | 10.11%   | 23,133   | 8.34%    | 9,251   | 3.34%  | 2,016    | 0.73%    |
| 八王子市   | 149,739    | 63.95%     | 30,558     | 13.05%     | 24,191   | 10.33%   | 16,921   | 7.23%    | 6,318   | 2.70%  | 1,536    | 0.66%    |
| 立川市     | 51,253     | 63.75%     | 10,425     | 12.97%     | 8,299    | 10.32%   | 6,068    | 7.55%    | 2,166   | 2.69%  | 535      | 0.67%    |
| 武蔵野市   | 39,403     | 54.07%     | 13,019     | 17.86%     | 7,990    | 10.96%   | 8,592    | 11.79%   | 1,979   | 2.72%  | 423      | 0.58%    |
| 三鷹市     | 50,698     | 56.41%     | 14,701     | 16.36%     | 10,495   | 11.68%   | 9,186    | 10.22%   | 2,367   | 2.63%  | 550      | 0.61%    |
| 青梅市     | 39,993     | 68.71%     | 6,385      | 10.97%     | 5,690    | 9.78%    | 3,389    | 5.82%    | 1,312   | 2.25%  | 290      | 0.50%    |
| 府中市     | 71,272     | 61.83%     | 15,272     | 13.25%     | 11,957   | 10.37%   | 10,361   | 8.99%    | 3,407   | 2.96%  | 716      | 0.62%    |
| 昭島市     | 32,178     | 66.30%     | 5,894      | 12.14%     | 4,544    | 9.36%    | 3,354    | 6.91%    | 1,286   | 2.65%  | 314      | 0.65%    |
| 調布市     | 65,097     | 58.48%     | 16,266     | 14.61%     | 12,531   | 11.26%   | 11,206   | 10.07%   | 3,137   | 2.82%  | 707      | 0.64%    |
| 町田市     | 122,849    | 63.66%     | 24,935     | 12.92%     | 19,753   | 10.24%   | 15,481   | 8.02%    | 4,950   | 2.57%  | 1,160    | 0.60%    |
| 小金井市   | 32,567     | 56.89%     | 10,028     | 17.52%     | 5,899    | 10.30%   | 5,955    | 10.40%   | 1,410   | 2.46%  | 329      | 0.57%    |
| 小平市     | 52,314     | 60.09%     | 13,048     | 14.99%     | 8,890    | 10.21%   | 8,205    | 9.42%    | 2,305   | 2.65%  | 501      | 0.58%    |
| 日野市     | 54,065     | 61.97%     | 12,488     | 14.31%     | 8,824    | 10.11%   | 6,885    | 7.89%    | 2,311   | 2.65%  | 596      | 0.68%    |
| 東村山市   | 41,898     | 62.52%     | 9,913      | 14.79%     | 6,857    | 10.23%   | 4,904    | 7.32%    | 1,653   | 2.47%  | 395      | 0.59%    |
| 国分寺市   | 35,347     | 57.81%     | 10,235     | 16.74%     | 6,243    | 10.21%   | 6,155    | 10.07%   | 1,582   | 2.59%  | 409      | 0.67%    |
| 国立市     | 21,146     | 56.86%     | 6,590      | 17.72%     | 4,230    | 11.37%   | 3,405    | 9.16%    | 882     | 2.37%  | 225      | 0.60%    |
| 福生市     | 14,523     | 66.18%     | 2,361      | 10.76%     | 2,282    | 10.40%   | 1,503    | 6.85%    | 653     | 2.98%  | 140      | 0.64%    |
| 狛江市     | 24,251     | 59.15%     | 6,502      | 15.86%     | 4,482    | 10.93%   | 3,640    | 8.88%    | 1,027   | 2.51%  | 260      | 0.63%    |
| 東大和市   | 24,655     | 65.80%     | 4,927      | 13.15%     | 3,587    | 9.57%    | 2,479    | 6.62%    | 907     | 2.42%  | 192      | 0.51%    |
| 清瀬市     | 21,016     | 61.37%     | 5,714      | 16.69%     | 3,506    | 10.24%   | 2,315    | 6.76%    | 838     | 2.45%  | 183      | 0.53%    |
| 東久留米市 | 32,466     | 61.98%     | 8,198      | 15.65%     | 5,322    | 10.16%   | 3,993    | 7.62%    | 1,201   | 2.29%  | 248      | 0.47%    |
| 武蔵村山市 | 19,306     | 69.25%     | 3,047      | 10.93%     | 2,714    | 9.74%    | 1,469    | 5.27%    | 710     | 2.55%  | 147      | 0.53%    |
| 多摩市     | 42,259     | 59.69%     | 11,058     | 15.62%     | 7,731    | 10.92%   | 6,130    | 8.66%    | 1,733   | 2.45%  | 470      | 0.66%    |
| 稲城市     | 26,522     | 63.26%     | 5,095      | 12.15%     | 4,204    | 10.03%   | 3,878    | 9.25%    | 1,054   | 2.51%  | 306      | 0.73%    |
| 羽村市     | 16,062     | 67.95%     | 2,724      | 11.52%     | 2,211    | 9.35%    | 1,519    | 6.43%    | 573     | 2.42%  | 124      | 0.52%    |
| あきる野市 | 24,819     | 70.13%     | 3,913      | 11.06%     | 3,284    | 9.28%    | 1,831    | 5.17%    | 823     | 2.33%  | 173      | 0.49%    |
| 西東京市   | 56,941     | 60.02%     | 14,019     | 14.78%     | 10,150   | 10.70%   | 8,704    | 9.18%    | 2,520   | 2.66%  | 551      | 0.58%    |
| 瑞穂町     | 9,754      | 74.53%     | 987        | 7.54%      | 1,161    | 8.87%    | 623      | 4.76%    | 296     | 2.26%  | 49       | 0.37%    |
| 日の出町   | 5,451      | 71.78%     | 832        | 10.96%     | 612      | 8.06%    | 386      | 5.08%    | 147     | 1.93%  | 24       | 0.32%    |
| 檜原村     | 955        | 77.58%     | 97         | 7.88%      | 108      | 8.77%    | 38       | 3.09%    | 8       | 0.65%  | 3        | 0.24%    |
| 奥多摩町   | 2,195      | 79.50%     | 186        | 6.74%      | 201      | 7.28%    | 82       | 2.97%    | 40      | 1.45%  | 5        | 0.18%    |
| 大島町     | 2,657      | 70.35%     | 483        | 12.79%     | 293      | 7.76%    | 179      | 4.74%    | 56      | 1.48%  | 12       | 0.32%    |
| 利島村     | 155        | 81.58%     | 16         | 8.42%      | 7        | 3.68%    | 10       | 5.26%    | 1       | 0.53%  | 0        | 0.00%    |
| 新島村     | 1,278      | 80.73%     | 113        | 7.14%      | 88       | 5.56%    | 51       | 3.22%    | 31      | 1.96%  | 6        | 0.38%    |
| 神津島村   | 830        | 82.18%     | 45         | 4.46%      | 65       | 6.44%    | 36       | 3.56%    | 14      | 1.39%  | 6        | 0.59%    |
| 三宅村     | 1,048      | 78.62%     | 98         | 7.35%      | 87       | 6.53%    | 49       | 3.68%    | 27      | 2.03%  | 7        | 0.53%    |
| 御蔵島村   | 114        | 59.38%     | 33         | 17.19%     | 23       | 11.98%   | 9        | 4.69%    | 7       | 3.65%  | 2        | 1.04%    |
| 八丈町     | 2,737      | 74.21%     | 302        | 8.19%      | 363      | 9.84%    | 168      | 4.56%    | 53      | 1.44%  | 17       | 0.46%    |
| 青ヶ島村   | 71         | 69.61%     | 11         | 10.78%     | 15       | 14.71%   | 3        | 2.94%    | 0       | 0.00%  | 0        | 0.00%    |
| 小笠原村   | 825        | 62.79%     | 154        | 11.72%     | 172      | 13.09%   | 59       | 4.49%    | 48      | 3.65%  | 10       | 0.76%    |

## 選挙後
2020年7月7日、都知事選と都議補選の当選者に対する当選証書付与式が都庁で行われ、再選した小池知事の代理人と新都議4名が証書を受け取った。